# フィスカッリア
フィスカッリア（伊: Fiscaglia）は、イタリア共和国エミリア＝ロマーニャ州フェラーラ県にある、人口約8,400人の基礎自治体（コムーネ）。
コムーネ統廃合 (it:Fusione di comuni italiani) により、2014年1月1日にマッサ・フィスカッリア、ミリアリーノおよびミリアーロが合併して発足した。

## 地理

### 位置・広がり

#### 隣接コムーネ
隣接するコムーネは以下の通り。
- コディゴーロ
- ヨランダ・ディ・サヴォーイア
- ラゴザント
- オステッラート
- トレジニャーナ

### 地震分類
フィスカッリアにおけるイタリアの地震リスク階級 (it) は、zona 3 (sismicità bassa) に分類される。

## 行政

### 分離集落
フィスカッリアには以下の分離集落（フラツィオーネ）がある。
- Bassa Cornacervina, Massa Fiscaglia, Migliarino, Migliaro (sede comunale), Tieni